# Černocký potok
Černocký potok je vodní tok v Rakovnické pahorkatině, který protéká okresy Rakovník a Louny. Je dlouhý 11,6 km, plocha jeho povodí měří 42,6 km² a průměrný průtok v ústí je 0,14 m³/s. Správcem toku je státní podnik Povodí Ohře.
Potok pramení v okrese Rakovník severozápadně od Veclova v nadmořské výšce 410 m n. m. Nejprve teče na sever, ale na západním okraji Svojetína se otáčí k severozápadu a brzy vtéká na území okresu Louny. Protéká vodní nádrží Velká Černoc u stejnojmenné vesnice, na levém břehu míjí Malou Černoc, dále teče přes Soběchleby a jihozápadně od Siřemi se v nadmořské výšce 287 m n. m. vlévá zprava do Blšanky.
Většina přítoků je bezejmenná. Výjimku tvoří Vlkovský potok dlouhý 4,91 km, který se do Černockého potoka vlévá zleva v Malé Černoci. Severozápadně od Soběchleb se do Černockého potoka vlévá zprava drobný bezejmenný potok, na jehož říčním kilometru 0,85 se nachází malá vodní nádrž s rozlohou 0,274 ha a objemem 5 082 m³.

## Povodňové průtoky
| Rok (N)       | 1   | 2   | 5   | 10  | 20  | 50   | 100  |
| ------------- | --- | --- | --- | --- | --- | ---- | ---- |
| Průtok (m³/s) | 2,0 | 3,3 | 5,2 | 7,5 | 9,9 | 13,6 | 17,0 |